# لیوانوا
لیوانوا (انگلیسی: LivaNova) شرکت تجهیزات پزشکی بریتانیایی آمریکایی است، که در سال ۲۰۱۵ تأسیس شد.